# Erannis gigantea
Erannis gigantea là một loài bướm đêm trong họ Geometridae.